# Svedalas gamla brandstation
Svedalas gamla brandstation (även kallad Gamla brandstationen) är i sin äldsta del från tidigt 1900-tal och belägen mitt i Svedala, på Åbjörnsgatan. Den slutade användas på grund av dålig placering och för liten lokal, vilket ledde till att 1985 beslöt kommunfullmäktige att en ny brandstation skulle byggas på ett mer lämpligt ställe och någorlunda större.
Byggnaden används idag som lokal för musikföreningen Smurf (Svedala Musikers Unga RockFörening). Lokalen har ägts av Smurf sedan 1995 då de demonstrerat mot Svedalas politiker som ville riva ner den gamla brandstationen och förvandla tomten till parkeringsplatser.
Gamla brandstationen är ombyggd för att efterlikna mer en lokal. Det som finns kvar av den som efterliknar en brandstation är det höga utkikstornet. Annars är de stora portarna till garaget borttagna och är nu istället en genomtäckt vägg.